# دراسة إيكاريا
دراسة إيكاريا (بالإنجليزية: Ikaria Study)‏ هي دراسةٌ استقصائية صغيرة، أجرتها كلية طب جامعة أثينا حول الحمية وأسلوب الحياة المُتبع لدى اليونانيين فوق سن 80 عامًا في جزيرة إيكاريا. وجدت الدراسة أنَّ أفراد جزيرة إيكاريا يتبعون نظامًا غذائيًا يشملُ زيت الزيتون والنبيذ الأحمر والسمك وقهوة عربية وشاي الأعشاب والعسل والبطاطا والحمض الشائع والبازلاء السوداء والعسل، بالإضافة إلى كمياتٍ محدودة من اللحوم والسكر منتجات الألبان ما عدا الماعز.
أظهرت البيانات أن عدد الإيكارييين الذين بلغوا سن التسعين يساوي 2.5 ضِعف معدل الأمريكيين الذين بلغوا هذا السن، وأن عدد الرجال الإيكارييين الذين بلغوا سن التسعين يساوي أربعة أضعاف احتمال وصول الرجال الأمريكييين لهذا السن.